# Péricles (football)
Pour les articles homonymes, voir Périclès (homonymie).
Péricles de Oliveira Ramos dit Péricles est un footballeur brésilien né le 2 janvier 1975.